# Lasioglossum epicinctum
Lasioglossum epicinctum är en biart som först beskrevs av Embrik Strand 1914.  Lasioglossum epicinctum ingår i släktet smalbin, och familjen vägbin. Inga underarter finns listade i Catalogue of Life.